# Verzuring

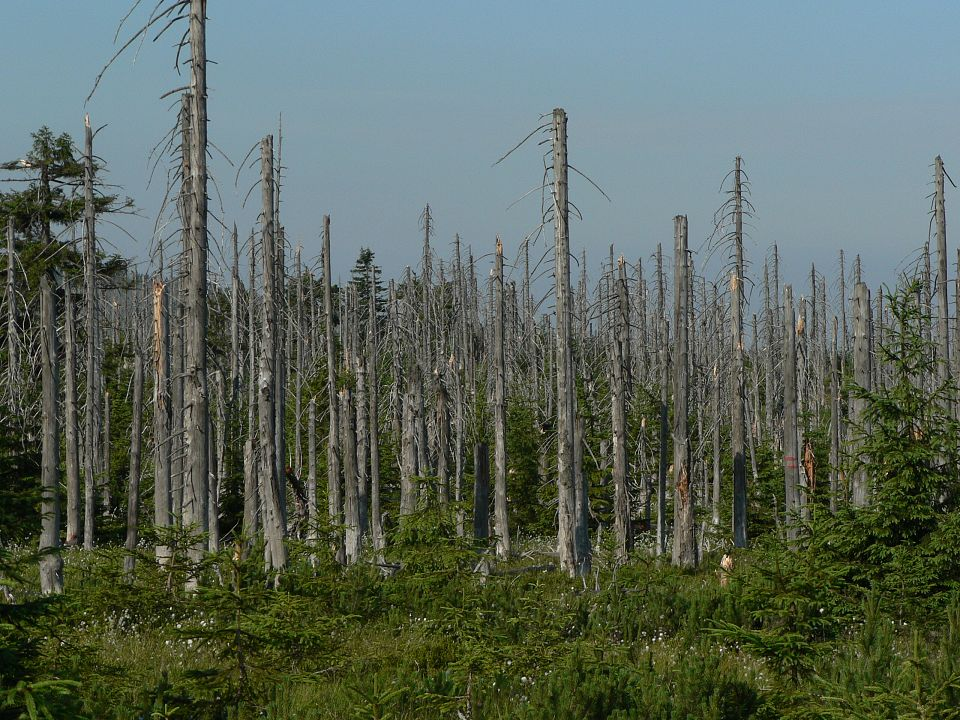
Het effect van zure regen op naaldbomen in Tsjechië

Zwaveluitstoot uit een kolencentrale

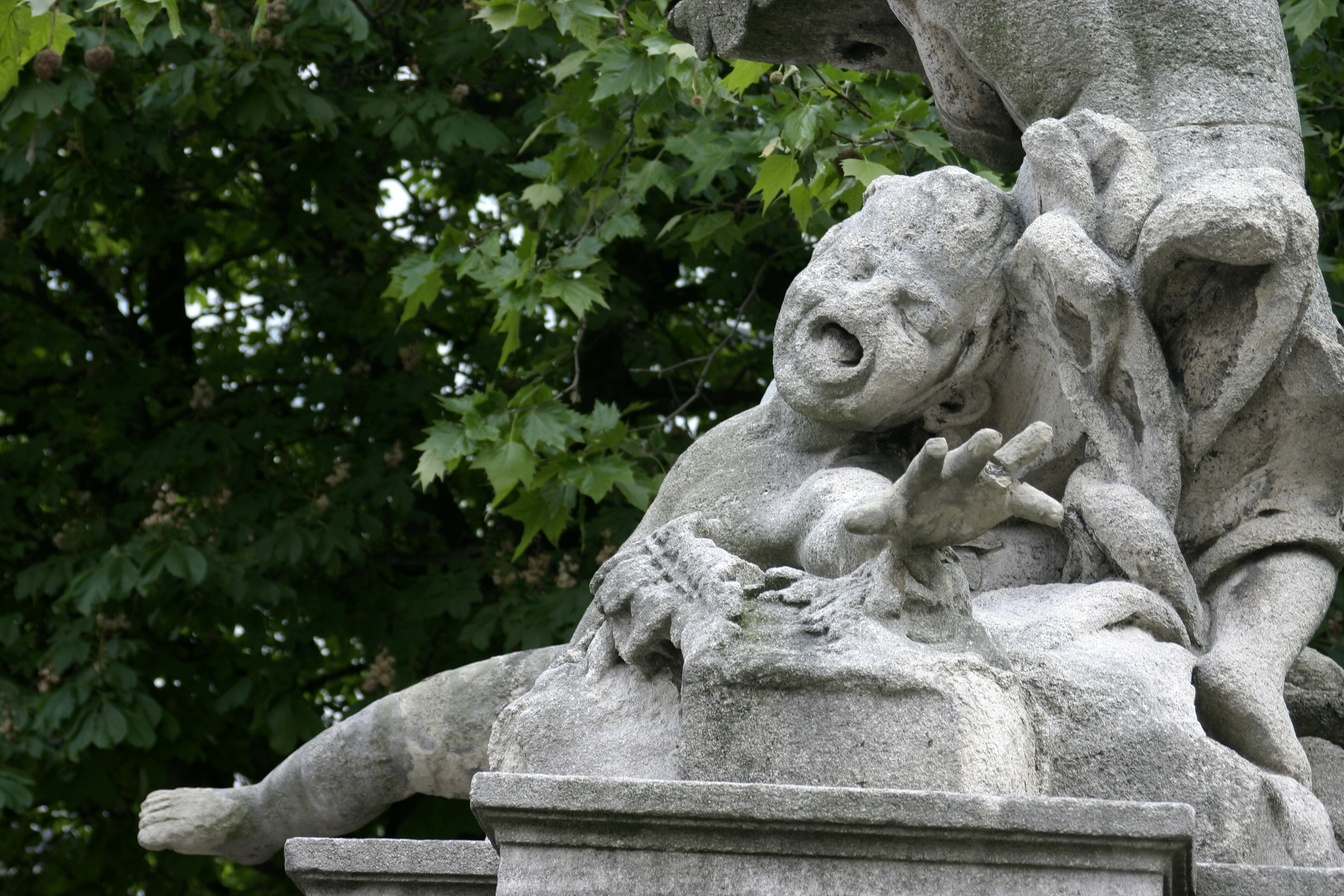
Door zuur aangetaste kalksteen

Verzuring betekent letterlijk 'het zuurder worden van iets' en wordt gebruikt in het kader van milieuvervuiling.
Verzuring van bodem of water is een gevolg van de uitstoot (emissie) van vervuilende gassen door fabrieken, landbouwbedrijven, elektriciteitscentrales en (vracht)verkeer. De uitstoot bevat onder andere zwaveldioxide (SO2), stikstofoxiden (NOx) - een verzamelnaam voor stikstofmonoxide (NO) en stikstofdioxide (NO2) - ammoniak (NH3) en vluchtige organische stoffen (VOS). Deze verzurende stoffen komen via lucht of water in de grond terecht. Dat wordt zure depositie genoemd.
De stoffen dringen via bladeren en wortels in planten en bomen, waardoor deze vatbaarder worden voor ziekten. Zure depositie tast ook rivieren en meren, en uiteindelijk de dieren die er in leven of uit drinken, aan door hogere zuur- en aluminiumconcentraties. Daarnaast tast verzuring het grondwater aan. Omdat twee derde van het Nederlandse drinkwater uit de grond komt, is het een mogelijke bedreiging voor de volksgezondheid. Een te hoge concentratie nitraat in het drinkwater is met name schadelijk voor baby's.
Verzuring en grootschalige luchtverontreiniging stopt niet bij de landsgrenzen. Zure depositie en stikstofdepositie in Nederland komt voor 40%, respectievelijk 30% uit het buitenland. Nederland exporteert zelf ongeveer drie keer zoveel zure depositie dan dat het door andere landen aangevoerd krijgt. De percentages zijn zelfs hoger voor de concentraties ozon (90%), NO2 (40%) en fijnstof (75%) (gegevens voor het jaar 2003).

## Effecten op de natuur door verzuring en vermesting van de bodem
De bodem bevat van nature stoffen die zuren verwerken. Dit wordt wel de buffercapaciteit van de bodem genoemd. Hiertoe behoren kalk, mineralen, humus, aluminium- en ijzeroxiden. Zodra de buffercapaciteit op is, verzuurt de bodem. Hierdoor komen onder andere giftige metalen (aluminium) en nitraat vrij, die uitspoelen naar het grond- en oppervlaktewater. Ook belangrijke voedingsstoffen als kalium, calcium en magnesium spoelen weg. In uitgespoelde bodems vinden bomen en planten niet de juiste voedingsstoffen. Dat maakt ze vatbaar voor ziekten. Bovendien kunnen ze de voedingsstoffen die er wel zijn, moeilijker opnemen. Uitgespoelde aluminiumdeeltjes tasten de zeer fijne haarwortels aan.
Naast uitspoeling is ook sprake van verdringing van voedingsstoffen. Als er relatief veel ammoniakzouten in de bodem zitten, kunnen bomen en planten ander voedsel minder goed opnemen. Stikstof in verbindingen is een belangrijke voedingstof voor bomen en planten (het is ook een belangrijk bestanddeel van kunstmest). Een teveel aan stikstof is echter niet goed. Vooral bodems die van nature arm zijn, zoals heidegronden, en de bodems van vennen zijn gevoelig voor deze  vermesting (eutrofiëring). Plantensoorten die goed op schrale grond gedijen, worden dan verdrongen door snelgroeiende soorten die meer stikstof nodig hebben, zoals grassen, bramen en brandnetels.

## Effecten op de natuur door verzuring en grootschalige luchtverontreiniging via de lucht
Door zuren en gasvormige verbindingen die neerslaan op bomen en planten, blijven de huidmondjes op bladeren en naalden te lang open staan. Hierdoor raakt de waterhuishouding van slag. De laatste voedingsstoffen spoelen met de zure neerslag weg uit bladeren en bast. De zuren tasten bovendien de stofwisseling in de cellen aan, wat leidt tot groeistoornissen en aanwasverlies.

## Gevolgen voor de landbouw
Door het gebruik van kalk of het verbouwen van andere gewassoorten kunnen de effecten van verzuring worden opgeheven. Wel ondervindt de landbouw schade door luchtverontreiniging, met name door ozon en NOx. Daardoor groeien gewassen minder en worden bladeren en bloemen beschadigd. Ook kan de weerstand tegen vorst, ziekten en plagen afnemen.

## Gevolgen voor gebouwen en materialen
Ozon en zuren tasten sommige materialen aan, waaronder steensoorten (vooral de poreuze, zoals zandsteen), metalen, verf en plastics. Ook cultuurgoederen (beelden, glas-in-loodramen en bijvoorbeeld kerken) beschadigen hierdoor. Zuren reageren met deze materialen. Stenen lossen hierdoor op, terwijl metalen gaan roesten. Ook kunnen stenen barsten omdat calciumoxide (CaO) er in wordt omgezet in calciumsulfaat (CaSO4). Calciumsulfaat heeft een groter volume.